# Peter Benjamin Golden
Peter Benjamin Golden (nacido en 1941) es profesor emérito de Historia, Estudios Turcos y de Oriente Medio en la Universidad de Rutgers (EE.UU). Ha escrito libros y artículos sobre pueblos túrquicos y de Asia Central, como el célebre Introducción a la historia de los pueblos túrquicos.
Golden creció en Nueva York y asistió a la Music & Art High School. Se graduó en la Universidad de la Ciudad de Nueva York  en 1963, antes de obtener su maestría y doctorado en historia de la Universidad de Columbia en 1968 y 1970, respectivamente. Golden también estudió en la Escuela de Lengua, Historia y Geografía (Dil ve Tarih - Coğrafya Fakültesi) de Ankara entre 1967 y 1968.
Enseñó en la Universidad de Rutgers desde 1969 hasta su jubilación en 2012. Fue Director del Programa de Estudios del Medio Oriente (2008-2011) en Rutgers. Es miembro honorario de la Türk Dil Kurumu (sociedad de la lengua turca) y de la Kőrösi Csoma Társaság (sociedad de orientalistas húngara) y fue miembro de la Escuela de Estudios Históricos del Instituto de Estudios Avanzados de Princeton en 2005 y 2006. En 2019, fue elegido miembro honorario de la Academia Húngara de Ciencias.

## Obras
- (2011) Estudios sobre los pueblos y culturas de las estepas euroasiáticas, Bucarest – Brăila: Editura Academiei Române - Muzeul Brăilei Editura Istros
- (2011) Asia Central en la historia mundial, Oxford-Nueva York: Oxford University Press.[2]
- (2010) Turcos y jázaros: orígenes, instituciones e interacciones en la Eurasia premongola, Aldershot, Reino Unido: Ashgate Publishing.
- (2009) The Cambridge History of Inner Asia: The Chinggisid Age, coeditado con N. Di Cosmo, AJ Frank, Cambridge: Cambridge University Press.[3]
- (2007) El mundo de los jázaros: nuevas perspectivas, coeditado con H. Ben-Shammai y A. Róna-Tas. Leiden: Brill Publishers.[4]
- (2003) Nómadas y sus vecinos en la estepa rusa. Turcos, jázaros y qipchaqs Aldershot, Reino Unido: Ashgate Publishing.
- (2000) Diccionario del Rey. The Rasulid Hexaglot: Vocabularios del siglo XIV en árabe, persa, túrquico, griego, armenio y mongol Leiden: Brill Publishers. (Libro, editado, vol. 4 de la serie Handbuch der Orientalistik, 8. Abteilung Zentralasien)
- (1998) Nómadas y sociedades sedentarias en la Eurasia medieval Washington, DC: American Historical Association.
- (1992) Una introducción a la historia de los pueblos túrquicos: Etnogénesis y formación del estado en la Eurasia medieval y moderna temprana y el Medio Oriente Wiesbaden: Harrassowitz Verlag.[5]
- (1980) Estudios jázaros: Una investigación histórico-filológica sobre los orígenes de los jázaros Budapest: Akadémiai Kiadó.

## In honorem
- Osman Karatay, István Zimonyi, ed. (2016). Central Eurasia in the Middle Ages: Studies in Honor of Peter B. Golden. Harrassowitz. ISBN 978-3-447-10534-7.